# Diacanthodes novo-guineensis
Diacanthodes novo-guineensis är en svampart som först beskrevs av Henn., och fick sitt nu gällande namn av O. Fidalgo 1962. Diacanthodes novo-guineensis ingår i släktet Diacanthodes och familjen Meruliaceae.   Inga underarter finns listade i Catalogue of Life.